# Gravidade quântica canônica
Em física, a gravidade quântica canônica, gravidade canônica ou relatividade quântica canônica é uma tentativa de quantizar a formulacão canônica da relatividade geral. É uma formulação hamiltoniana da Teoria Geral da Relatividade de Einstein.
A teoria básica foi descrita por Bryce DeWitt em um articulo formal em 1967, baseando-se em um trabalho prévio de Peter G. Bergmann, usando as chamadas técnicas de quantização canônica para sistemas hamiltonianos limitados inventadas por P. A. M. Dirac. O enfoque de Dirac permite a quantização de sistemas que incluem simetrias de gauge usando técnicas hamiltonianas em uma eleição de gauge fixa. Novos enfoques, baseados em parte no trabalho de DeWitt e Dirac, incluem o estado de Hartle-Hawking, o cálculo de Regge, a equação de Wheeler-DeWitt e a gravidade quântica em loop.
A quantização se baseia na decomposição do tensor métrico tal como segue,
{\displaystyle g_{\mu \nu }dx^{\mu }dx^{\nu }=(-\,N^{2}+\beta _{k}\beta ^{k})dt^{2}+2\beta _{k}dx^{k}+\gamma _{ij}dx^{i}dx^{j}}
onde a soma dos índices repetidos é implícita, o índice 0 indica tempo {\displaystyle \tau =x^{0}}, os índices gregos tomam todos los valores 0,...,3 e os índices latinos tomam os valores especiais 1,...3. A função {\displaystyle N} se chama a função lapso e as funções {\displaystyle \beta _{k}} se chamam funções shift. Os índices espaciais aumentam e decrescem usando a métrica espacial {\displaystyle \gamma _{ij}} e sua inversa {\displaystyle \gamma ^{ij}}: {\displaystyle \gamma _{ij}\gamma ^{jk}=\delta _{i}{}^{k}} e {\displaystyle \beta ^{i}=\gamma ^{ij}\beta _{j}}, {\displaystyle \gamma =\det \gamma _{ij}}, onde {\displaystyle \delta } é o delta de Kronecker. Com esta decomposição, a lagrangiana de Einstein-Hilbert se converte em derivadas totais,
{\displaystyle L=\int d^{3}x\,N\gamma ^{1/2}(K_{ij}K^{ij}-K^{2}+{}^{(3)}R)}
onde {\displaystyle {}^{(3)}R} é a curvatura escalar espacial calculada com respeito à métrica de Riemann {\displaystyle \gamma _{ij}} e {\displaystyle K_{ij}} é a curvatura extrínseca,
{\displaystyle K_{ij}={\frac {1}{2}}N^{-1}\left(\nabla _{j}\beta _{i}+\nabla _{i}\beta _{j}-{\frac {\partial \gamma _{ij}}{\partial \tau }}\right),}
onde {\displaystyle \nabla _{i}} dá uma diferenciação covariante com respeito à métrica {\displaystyle \gamma _{ij}}. DeWitt descreve que a lagrangiana "tem a forma clássica de 'energia cinética menos energia potencial', com a curvatura extrínseca desempenhando o papel da energia cinética e o oposto da curvatura intrínseca, o da energia potencial." Ainda que esta forma da lagrangiana é manifestamente invariante se redefinem-se a coordenadas espaciais, fazendo opaca a covariância geral.
Como as funções lapso e shift podem ser eliminadas por uma transformação de gauge, não representam graus físicos de liberdade. Isto se indica movendo-nos ao formalismo hamiltoniano pelo fato de seus momentos conjugados, respectivamente, {\displaystyle \pi } e {\displaystyle \pi ^{i}}, desaparecem de forma idêntica (on shell e off shell). Isto é o que Dirac chama limitações primárias. Uma eleição popular de gauge chamada gauge síncrono, é {\displaystyle N=1} e {\displaystyle \beta _{i}=0}, ainda que, em princípio, pode ser eleita qualquer função das coordenadas. Neste caso, o hamiltoniano toma a forma
{\displaystyle H=\int d^{3}x{\mathcal {H}},}
onde
{\displaystyle {\mathcal {H}}={\frac {1}{2}}\gamma ^{-1/2}(\gamma _{ik}\gamma _{jk}+\gamma _{il}\gamma _{jk}-\gamma _{ij}\gamma _{kl})\pi ^{ij}\pi ^{kl}-\gamma ^{1/2}{}^{(3)}R}
e {\displaystyle \pi ^{ij}} é o momento de conjugar a {\displaystyle \gamma _{ij}}. As equações de Einstein podem ser recuperadas tomando colchetes de Poisson com o hamiltoniano. Limitações on-shell adicionais, chamadas limitações secundárias por Dirac, surgem da consistência da álgebra de Poisson. São {\displaystyle {\mathcal {H}}=0} e {\displaystyle \nabla _{j}\pi ^{ij}=0}. Esta é a teoria que está sendo quantizada em aproximações à gravidade quântica canônica.